# Morgan B. Williams

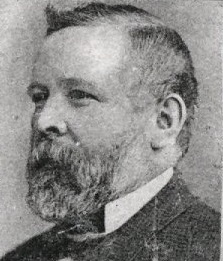
Morgan B. Williams

Morgan B. Williams (* 17. September 1831 in Carmarthenshire, Wales; † 13. Oktober 1903 in Wilkes-Barre, Pennsylvania) war ein US-amerikanischer Politiker. Zwischen 1897 und 1899 vertrat er den Bundesstaat Pennsylvania im US-Repräsentantenhaus.

## Werdegang
Morgan Williams besuchte die öffentlichen Schulen seiner Heimat. Im Jahr 1856 zog er nach Australien, im August 1861 kehrte er in seine walisische Heimat zurück. Im März 1862 ließ er sich in Scranton (Pennsylvania) nieder und war dort im Kohlebergbau tätig. Seit 1865 lebte er in Wilkes-Barre. 14 Jahre lang war er Aufseher (Superintendent) der Firma Lehigh & Wilkes-Barre Coal Co. Er saß zwölf Jahre im dortigen Stadtrat und im Schulausschuss. Politisch schloss er sich der Republikanischen Partei an. Im Jahr 1884 gehörte er dem Senat von Pennsylvania an. Außerdem war er Mitglied einer Kommission seines Staates für die Weltausstellung in Chicago.
Bei den Kongresswahlen des Jahres 1896 wurde Williams im zwölften Wahlbezirk von Pennsylvania in das US-Repräsentantenhaus in Washington, D.C. gewählt, wo er am 4. März 1897 die Nachfolge von John Leisenring antrat. Da er im Jahr 1898 nicht bestätigt wurde, konnte er bis zum 3. März 1899 nur eine Legislaturperiode im Kongress absolvieren. Diese war von den Ereignissen des Spanisch-Amerikanischen Krieges von 1898 geprägt.
Nach dem Ende seiner Zeit im US-Repräsentantenhaus arbeitete Morgan Williams in der Kohlenbranche. Er wurde Vizepräsident und Manager der Firma Red Ash Coal Co. Er starb am 13. Oktober 1903 in Wilkes-Barre.